# إبراهيم مصطفى (لاعب كرة قدم)
إبراهيم مصطفى (1 سبتمبر 1996 في نيجيريا - ) هو لاعب كرة قدم نيجيري في مركز الهجوم لعب سابقاً مع نادي دبا الحصن.

## روابط خارجية
- إبراهيم مصطفى (لاعب كرة قدم) على موقع قاعدة بيانات كرة القدم.إي يو (الإنجليزية)